# Socialdemokratiska Ungdomsförbundet
Se även Ung Vänster för organisationens vidare historia
Socialdemokratiska Ungdomsförbundet (SDUF), även kallat Stormklockeförbundet, är ett historiskt svenskt politiskt ungdomsförbund, bildat 24 mars 1903. Förbundet var Sveriges socialdemokratiska arbetarepartis ungdomsförbund fram till 1917, då parti och ungdomsförbund bröt med varandra, vilket ledde till att SDUF grundade Sveriges socialdemokratiska vänsterparti (nu Vänsterpartiet) och blev dess ungdomsförbund, vilket idag heter Ung Vänster. 
Förbundet drev tidningarna Stormklockan och Fram, samt Frams förlag.

## Historia
Socialdemokratiska Ungdomsförbundet (SDUF) bildades av Malmöklubben och ombud från klubbarna i Sofielund och Svedala – klubbar som då ingick i Socialistiska Ungdomsförbundet (ungsocialisterna). Förbundet bildades som en kritik mot det dåvarande ungdomsförbundet, Socialistiska Ungdomsförbundet, som man ansåg var för anarkistiskt. Socialistiska Ungdomsförbundet bröt med partiet 1908, och SDUF var därefter partiets enda ungdomsorganisation. Det nya ungdomsförbundets medlemmar kallade sig "ungdemokraterna" och hade tidningen Fram som organ, för att kontrastera det gamla anarkistiska förbundets tidningen Brand.
SDUF stod till skillnad från Socialistiska Ungdomsförbundet på socialdemokratisk ideologisk grund och därmed närmare moderpartiet, Sveriges socialdemokratiska arbetareparti, och leddes av bland andra Fabian Månsson, Karl Gustav Ossiannilsson, Gustav Möller och Per Albin Hansson.
År 1908 blev Per Albin Hansson förbundsordförande och redaktör på Fram, som hade blivit en månadstidning efter kongressen 1907. År 1908 grundade stockholmsdistriktet veckotidningen Stormklockan, för en friare och radikalare debatt inom socialdemokratin. 

### Radikaliseringen av SDUF
Vid SDUF-kongressen 1909 valdes en radikalare förbundsledning som stod närmare sina förbundsmedlemmars politik, vilket innebar tilltagande spänningar med moderpartiet högerdominerade partiledning. Den nya förbundsledningen företräddes av centralstyrelsens ordförande Zeth Höglund. På kongressen 1909 antogs även den nybildade tidningen Stormklockan till förbundstidning framför den skånebaserade tidningen Fram, för vilken Per Albin Hansson var redaktör.
Ungdomsförbundets nya förbundsledning var kritisk mot socialdemokratiska partiet ställningstaganden på flera punkter:
1. I frågan om militarism och antimilitarism ansåg ungdomsförbundet att det socialdemokratiska partiet i praktiken inte ställt sig bakom internationalismen.
2. I frågan om borgfreden hade det socialdemokratiska partiets ledare Hjalmar Branting uttalat att arbetarrörelsen måste lägga den socialistiska kampen åt sidan och landets befolkning sluta upp bakom nationen mot det yttre hotet, något som SDUF menade var ett svek mot partiets program och mål.[1]
3. I frågan om parlamentarisk strategi ansåg ungdomsförbundet att frågan om ministersocialism skulle skada arbetarrörelsen och bara leda till en borgerlig demokrati, och inte socialism.

Konflikten med partiet kom att bli större med att första världskriget bröt ut. Höglund och många andra vänsteroppositionella i andra länder ansåg att socialdemokraterna inte helhjärtat hade försökt stoppa eller kritisera kriget. Internationella förbindelser med andra vänsteroppositionella ute i Europa togs tidigt. Internationalismen var stark i ungdomsförbundet. 
År 1916 kallade förbundet till en extrakongress där man tog beslut om att utomparlamentariska medel fick användas och man förtydligade också sitt fredsaktivism-tänkande. Man ansåg att arbetare inte ska dö i borgerlighetens krig, som man kallade det. 
Motsättningarna inom socialdemokratin ledde till att partiledningen, ledd av högerfalangen inom socialdemokratin, ställde ett ultimatum (se munkorgsstadgan) till ungdomsförbundet (och partivänstern) att underkasta sig partiledningens politiska ledning. Frågan om lojalitetsförklaringen skulle senare behandlas på den socialdemokratiska partikongressen 1917. En tid innan kongressen 1917, som antog partiledningens resolution, hade ungdomsförbundet genomfört en medlemsomröstning och avgjort frågan för sin del; med 5 428 röster mot 158 hade ungdomsförbundet avvisat partistyrelsens ultimatum. Vid det Socialdemokratiska ungdomsförbundets kongress 13–16 maj 1917 bildade organisationen Sveriges socialdemokratiska vänsterparti, och splittring av den socialdemokratiska rörelsen i Sverige var ett faktum.

## Falanger
Falangstriden var mellan å ena sidan de som stod partiledningen nära, med Per Albin Hansson i spetsen, mot å andra sidan de som stod partiprogrammet nära. Den senare gruppen dominerade ungdomsförbundet och vänsterfalangen inom det socialdemokratiska partiet. I spetsen för denna grupp fanns Zeth Höglund. De två kom att föra en livslång politisk kamp mot varandra, även sedan Höglund i slutet av 1920-talet hade återvänt till socialdemokraterna.

## Kongresser
- 1903
- 1907
- 1909
- 1912
- 1916

## Ordförande
- 1903          August V. Lindkvist[2]
- 1903–1904 K.G. Ossiannilsson[2]
- 1904–?       Sigfrid Hansson[2]
- ?–1907       Emil Wallin[2]
- 1907–1908 Gustav Möller[2]
- 1908–1909 Per Albin Hansson[2]
- 1909–1918 Zeth "Zäta" Höglund[2]

## Efter partisplittringen
Den partitrogna falangen lämnade förbundet och bildade 1917 SSU, Socialdemokraternas nuvarande ungdomsförbund.
Förbundet bildade i stället Sveriges socialdemokratiska vänsterparti som idag är Vänsterpartiet. 1921 bytte förbundet namn till Sveriges Kommunistiska Ungdomsförbund, som en svensk sektion av kommunistiska ungdomsinternationalen.

### Notförteckning
1. ↑  Bäckström 1977, s. 183.
2. 1 2 3 4 5 6 7  Lindbom, Tage (1945). Den socialdemokratiska ungdomsrörelsen i Sverige. sid. 131-132. Läst 22 augusti 2019

### Källförteckning
- Knut Bäckström (1977). Arbetarrörelsen i Sverige del 2. Stockholm. http://www.marxistarkiv.se/sverige/backstrom-arbetarrorelsen-2.pdf